# Janet Parker
Janet Parker (1938 - 11 de setembro de 1978) foi a última pessoa conhecida a morrer de varíola. Ela foi uma fotógrafa médica e trabalhou no departamento de Anatomia na Birmingham Medical School Uiversity. Parker morreu depois de ser exposta ao vírus da varíola, que foi cultivada em um laboratório de pesquisa, no andar de baixo do departamento de Anatomia. A tragédia levou ao suicídio do professor Henry Bedson, o chefe do departamento de microbiologia. Um inquérito oficial do governo sobre a morte de Parker foi conduzido pelo professor RA Shooter, cujo relatório foi debatido no Parlamento britânico. Parker provocou mudanças radicais na forma como os micróbios patogénicos perigosos são estudados no Reino Unido. A Universidade chegou a ser processada pelo Health and Safety Executive por quebrar as leis de Saúde e Segurança, mas foi absolvida em um tribunal.